# Zenionidae
Los Zenionidae son una familia de peces marinos incluida en el orden Zeiformes, distribuidos por el sudeste de África y zonas tropicales del océano Pacífico.

## Morfología
Tienen el cuerpo alargado, con la mandíbula superior extremadamente protusible, mandíbulas con dientes diminutos; la aleta pélvica con una única espina larga, aserrada y fuerte, precediendo a los radios blandos, mientras que la aleta anal puede tener 1, 2 o ninguna espinas; la línea lateral es sencilla.

## Hábitat
Suelen encontrarse en aguas bastante profundas, entre los 300 y los 600 metros.

## Géneros y especies
Antiguamente denominados familia «Macrurocyttidae», mientras que algunos autores denominan a esta familia como «Zeniontidae».
Se considera que existen 7 especies agrupadas en 3 géneros:
- Género Capromimus (Gill, 1893)
  - Capromimus abbreviatus (Hector, 1875)
- Género Cyttomimus (Gilbert, 1905)
  - Cyttomimus affinis (Weber, 1913)
  - Cyttomimus stelgis (Gilbert, 1905)
- Género Zenion (Jordan y Evermann, 1896)
  - Zenion hololepis (Goode y Bean, 1896)
  - Zenion japonicum (Kamohara, 1934)
  - Zenion leptolepis (Gilchrist y von Bonde, 1924)
  - Zenion longipinnis (Kotthaus, 1970)